# ロニー＝スー＝ボワ
ロニー＝スー＝ボワ （Rosny-sous-Bois）は、フランス、イル＝ド＝フランス地域圏、セーヌ＝サン＝ドニ県の都市。

## 地理
パリの東部に位置し、ポルト・ド・バニョレ（fr、20区）よりおよそ9km離れている。ボビニーの8km南東、マルヌ＝ラ＝ヴァレの4km西である。

## 歴史

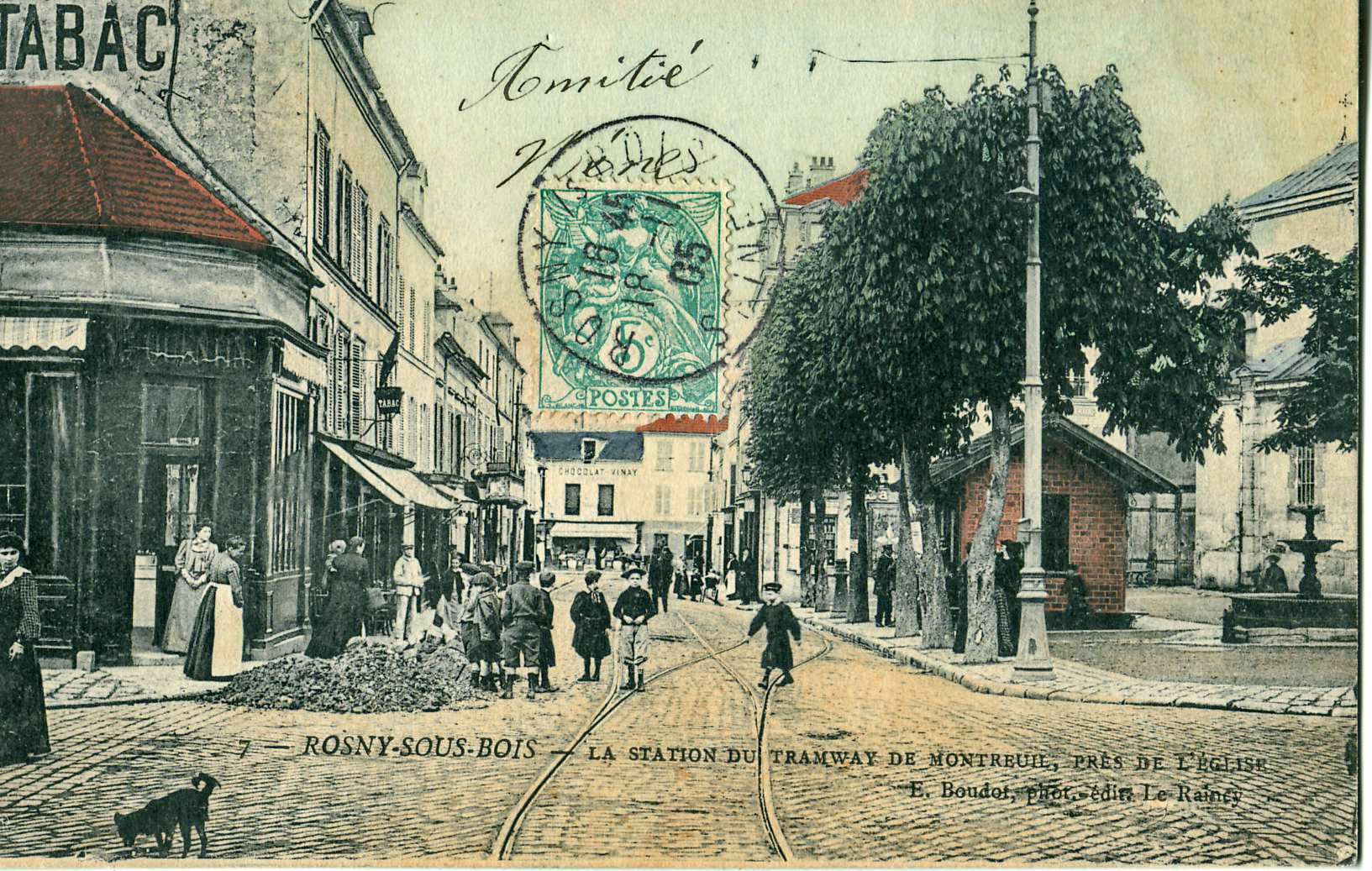
1905年の絵葉書。ノジャンテ鉄道のトラムが通っていた

時代によって地名は移り変わった。1163年にはRedomatumやRodoniacum、13世紀にはRooneio、Roonio、Rodonio、1344年にはRosny、15世紀にRooniaco、1740年にはRôniであった。
メロヴィング朝時代に村があったことは、サント＝ジュヌヴィエーヴ教会近くから出土した遺跡で証明されている。
1163年当時、村はパリのサント＝ジュヌヴィエーヴ修道院に属していた。修道院は毎年フランス王に6羽の白いガチョウを納めていた。1291年に書かれた写本によると、聖ジュヌヴィエーヴの聖遺物は861年のノルマン人襲来の際ロニー＝スー＝ボワに隠されていたという。
少なくとも1640年代から石膏がロニー＝スー＝ボワで採掘されていた（現在のロシュブリュヌ通り）。この採掘は20世紀に入って廃止された。採掘現場の上にたった家が崩壊するなど、傷跡も残した。古い石切り場は現在市立公園となっている。
1852年にパリ＝ミュルーズ間の鉄道路線が開通すると、1856年にロニー＝スー＝ボワに駅ができた。1920年代、労働者階級用の集合住宅がつくられた。1973年、ロニー2という大ショッピングモール（fr、パリ東部では第2位の規模）が誕生した。

## 交通
- 道路 - A-3、A-86
- 鉄道 - RER E線ロニー＝スー＝ボワ駅、ロニー-ボワ＝ペリエ駅

## 姉妹都市
- de:Übach-Palenberg、ドイツ 1990年
- エン州市、中国 2006年
- コトヌー、ベナン 2006年

## 出身者
- フレデリク・ジョシネ：柔道家
- イザベル・ゲラン：バレエダンサー